# Эль-Оро
Эль-Оро (исп. El Oro) — провинция в Эквадоре.

## География
Провинция Эль-Оро находится в юго-западной части Эквадора. На западе она омывается водами Тихого океана, на юге её проходит граница Эквадора и Перу. Площадь её составляет 5 850 км². Административный центр — город Мачала, расположенный на проходящем вдоль побережья Панамериканском шоссе.
Большая, западная часть провинции Эль-Оро приходится на плодородную равнину, в которой южная часть, вследствие проходящего у побережья течения Гумбольдта, обладает сухим климатом — остальная же часть лежит во влажных тропиках. Восточная часть, у границы с провинцией Лоха, лежит в предгорье Анд и обладает мягким климатом. Здесь можно встретить редкие виды птиц и орхидей, здесь также находятся золотые месторождения, давшие названия провинции (El Oro в переводе с испанского — золото).
На юге Эль-Оро, близ границы с Перу, находится «каменный лес» у реки Пуянго — площадью в 27 км² район, покрытый окаменевшими деревьями высотой до 11 метров, возрастом от 70 до 100 миллионов лет. Здесь также находят многочисленные останки динозавров и других ископаемых животных.
В состав провинции также входят лежащие у её побережья архипелаг Хамбели и остров Санта-Клара.

## История
Провинция Эль-Оро была образована 23 апреля 1884 года. В 1941 году, во время Перуано-эквадорской войны, здесь имели место тяжёлые бои между наступавшими перуанскими войсками и уступавшими им в численности и вооружениях эквадорскими частями. В результате бомбардировок и артобстрелов местных городов и поселений провинции был нанесёт значительный ущерб. После напряжённых военных действий Эль-Оро была оккупирована перуанскими войсками, которые были выведены лишь в 1942 году.
Префект провинции — Монтгомери Санчес. Назначаемый президентом Эквадора губернатор — Эдгар Кордоба.

## Административное деление

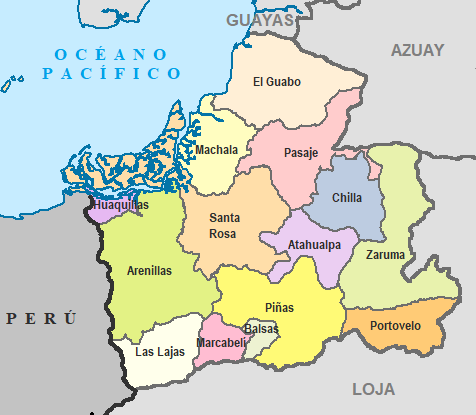
Кантоны провинции Эль-Оро.

В административном отношении подразделяется на 14 кантонов:
| №  | Флаг | Кантон                  | Население, чел. (2001) | Административный центр    |
| -- | ---- | ----------------------- | ---------------------- | ------------------------- |
| 1  |      | Аренильяс (Arenillas)   | 22 477                 | Аренильяс (Arenillas)     |
| 2  |      | Атауальпа (Atahualpa)   | 5 479                  | Пакча (Paccha)            |
| 3  |      | Бальсас (Balsas)        | 5 348                  | Бальсас (Balsas)          |
| 4  |      | Чилья (Chilla)          | 2 665                  | Чилья (Chilla)            |
| 5  |      | Эль-Гуабо (El Guabo)    | 41 078                 | Эль-Гуабо (El Guabo)      |
| 6  |      | Уакильяс (Huaquillas)   | 40 285                 | Уакильяс (Huaquillas)     |
| 7  |      | Лас-Лахас (Las Lajas)   | 4 781                  | Ла-Виктория (La Victoria) |
| 8  |      | Мачала (Machala)        | 217 696                | Мачала (Machala)          |
| 9  |      | Марсабели (Marcabelí)   | 4 930                  | Марсабели (Marcabelí)     |
| 10 |      | Пасахе (Pasaje)         | 62 959                 | Пасахе (Pasaje)           |
| 11 |      | Пиньяс (Piñas)          | 23 246                 | Пиньяс (Piñas)            |
| 12 |      | Портовело (Portovelo)   | 11 024                 | Портовело (Portovelo)     |
| 13 |      | Санта-Роса (Santa Rosa) | 60 388                 | Санта-Роса (Santa Rosa)   |
| 14 |      | Сарума (Zaruma)         | 23 407                 | Сарума (Zaruma)           |

## Экономика
Провинция Эль-Оро является одной из ведущих в Эквадоре по сбору бананов. Здесь выращивается в большом количестве также какао, а на востоке провинции в предгорьях — кофе. Большое значение имеет также ловля и экспорт креветок. Ежегодно в Эль-Оро проводится Всемирная банановая ярмарка, на которой избирается «королева бананов». Через местный порт Пуэрто-Боливар проходит 85 % эквадорского бананового экспорта. В провинции сосредоточены также предприятия по переработке сельскохозяйственной продукции и пищевой промышленности.